# Dance Patterns
Dance Patterns est une œuvre musicale de Steve Reich composée en 2002 pour un ensemble de percussions comprenant deux pianos, deux vibraphones, et deux xylophones. Comme son nom l'indique cette œuvre a été composée comme musique de scène pour la chorégraphe Anne Teresa De Keersmaeker.

## Historique
Cette œuvre a été composée par Steve Reich pour la chorégraphe belge de danse contemporaine Anne Teresa De Keersmaeker qui avait beaucoup utilisé depuis une vingtaine d'années les pièces de Reich pour ses propres créations. Il décida donc d'écrire cette pièce que De Keersmaeker utilisa comme support d'une des dix chorégraphies constituant Counter Phrases en 2003.
La première mondiale de Dance Patterns fut faite par l'Ensemble Ictus lors de la première représentation du spectacle par la Compagnie Rosas le 13 mars 2003 au Palais des Beaux-arts de Bruxelles.

## Structure
Dance Patterns est composé d'un mouvement unique de structure en arche fast/slow/fast dans un style proche de Octet. L'œuvre est écrite pour deux pianos, deux vibraphones, deux xylophones. Son exécution dure environ sept minutes.

## Enregistrement
- Sur le disque WTC 9/11 chez Nonesuch Records, 2011.